# پت‌اسمارت
شرکت پت‌اسمارت (انگلیسی: PetSmart Inc.) یک مجموعهٔ سهامی خاص فروشگاه‌های بزرگ زنجیره‌ای محصولات حیوانات خانگی آمریکایی است که در زمینه فروش حیوانات خانگی کوچک، محصولات مرتبط با آن‌ها، ارائهٔ خدمات به صاحبان‌شان فعالیت می‌کند. این شرکت، در آمریکای شمالی پیشتاز شرکت‌های مرتبط با حیوانات خانگی است و رقیب اصلی آن نیز شرکت پتکو است. رقبای غیرمستقیم این شرکت شامل آمازون، وال‌مارت و تارگت می‌شوند. تا سال ۲۰۲۰، پت‌اسمارت دارای بیش از ۱٬۶۵۰ فروشگاه در ایالات متحده و کانادا بوده است. فروشگاه‌های پت‌اسمارت محصولاتی شامل غذا، محصولات مرتبط با نگهداری و لوازم جانبی حیوانات خانگی، و نیز حیوانات کوچک مناسب برای نگهداری در خانه را به فروش می‌رسانند. این فروشگاه‌ها خدماتی نظیر نظافت، مراقبت روزانهٔ سگ و گربه، خدمات دامپزشکی به‌واسطهٔ کلینیک‌های ثالث حاضر در فروشگاه‌ها، و آموزش سگ‌ها را نیز ارائه می‌دهند. در این فروشگاه‌ها مراکز قبول سرپرستی نیز وجود دارند که تحت ادارهٔ سازمان ناسودبر پت‌اسمارت چایریتیز قرار دارند و می‌توان از طریق آن‌ها حیوانات بی‌سرپرست را به سرپرستی گرفت.